# Stig Larsson (književnik)
 Ovo je članak o književniku Stigu Larssonu. Za članke o osobama sa sličnim ili istim imenom pogledajte Stig Larsson.
Stig Håkan Larsson (Skellefteå, 20. srpnja 1955.) švedski je pjesnik, dramaturg, romanopisac, filmski redatelj i kritičar. Bio je urednik kulturnog časopisa Kris (»Kriza«) te je, među ostalim, poznat po romanima Autisterna (»Autisti«, 1979.) i Nyår (»Nova godina«, 1984.), komadu VD (»Izvršni direktor«) te filmu Kaninmannen (»Čovjek-zec«, 1990.). Primatelj je zajamčenog državnog dohotka švedske vlade za istaknute umjetnike.

## Životopis
Larsson je u Skellefteu živio do pete godine, kada je s obitelji odselio u Umeå. U mladosti je bio aktivni član mladeži Komunističke partije Švedske.
Nakon selidbe u Stockholm upisao je studij filma na Dramatiska Institutet te objavio svoj prvi roman, Autisterna, 1979. godine, koji je kasnije zapažen kao prvo postmodernističko švedsko djelo. Osnovao je zatim kulturni časopis Kris, kojemu je bio i urednik.
Krajem 1990-ih godina preobratio se na kršćanstvo te odmaknuo od moralnog relativizma koji je obilježavao njegova ranija djela. Na Uskrs 2016. godine kršten je za rimokatolika. Od iste godine vodi podcast I otakt med samtiden (»U neskladu s vremenima«) s književnikom i novinarom Cyrilom Hellmanom.
U kasnim 1970-ima, Stigov imenjak i budući prijatelj Stieg Larsson, čije je rodno ime također Stig, promijenio je svoje ime kako ga se ne bi miješalo sa Stigom, koji je tada bio poznati autor.

## Djela

### Proza
- Autisterna, 1979.
- Nyår, 1984.
- Introduktion, 1986.
- Komedin I, 1989.
- Om en död, kratke priče, 1992.
- Wokas lax?, eseji, 1998.
- Helhjärtad tanke, eseji, 1999.
- Avklädda på ett falt, eseji, 2000.
- När det känns att det håller på ta slut, autobiografija, 2012.
- Folk på ön, 2017.

### Poezija
- Minuterna före blicken, 1981.
- Den andra resan, 1982.
- Samtidigt, på olika platser, 1985.
- Deras ordning, 1987.
- Händ!, 1988.
- Ändras, 1990.
- Ett kommande arbete, 1991.
- Uttal, 1992.
- En andra resa, zbirka, 1993.
- Likar, 1993
- Ordningen, zbirka, 1994.
- Matar, 1995.
- Natta de mina, 1997.

### Drama
- VD, 1987.
- Pjäser, 1991.
- Realism, 2011.

### Film (izbor)
- Krig och kärlek, 1981.
- Ängel, 1989.
- Kaninmannen, 1990.
- Nigger, 1990.
- Under isen, 1991.
- August, 2007.

## Nagrade
- 1980.: Stipendija Alberta Bonniera za mlade i nove književnike
- 1985.: nagrada »Stig Carlson«
- 1987.: nagrada »Signe Ekblad-Eldh«
- 1990.: Guldbagge za scenarij filma Miraklet i Valby s Åkeom Sandgrenom
  - Nagrada za književnost Göteborgs Postena
- 1997.: nagrada Birgera Doblouga od Švedske akademije
- 1998.: nagrada za poeziju Švedskog radija
- 2001.: nagrada Gerarda Bonniera
- 2006.: nagrada »Bellman«
- 2008.: nagrada sklada De Nios Särskilda za književnost
- 2018.: stipendija Švedske akademije[9]

## Vanjske poveznice
- Autisterna, cjeloviti tekst na švedskome, Litteraturbanken